# Konstantine Koberidze
Konstantine Koberidze (* 5. ledna 1917 Signagi – 1964) byl sovětský, gruzínský a ruský zápasník.

## Sportovní kariéra
Zápasení v národním gruzínském stylu "kachuri čidaoba" se věnoval od útlého dětství po boku dvou starších bratrů v rodném Signagi. Během studií v Tbilisi se seznámil s řecko-římským stylem. Začínal pod vedením profesionálního zápasníka Pjotra Děnisova. V roce 1937 byl poslán do Moskvy do tréninkového centra Dinamo, kde se připravoval jako pod vedením Lotyše Klemense Bula. V roce 1947 získal v Praze titul mistra Evropy ve váze do 87 kg. V roce 1948 však nemohl na olympijských hrách v Londýně startovat, protože Sovětský svaz nebyl členem Mezinárodního olympijského výboru. Sportovoní kariéru ukončil v počátkém padesátých let dvacátého století. Věnoval se trenérské práci. Podle ruské encyklopedie sportovců Dinama zemřel v roce 1964.

## Výsledky
| Turnaj            | 1947 | 1948 | 1949 |
| Turnaj            | 30   | 31   | 32   |
| Turnaj            | -87  | -87  | -87  |
| ----------------- | ---- | ---- | ---- |
| Olympijské hry    |      | —    |      |
| Mistrovství světa | 1.   |      | —    |